# Curium
Curium là một nguyên tố hóa học nằm trong bảng tuần hoàn, có tên Latinh là Curium, ký hiệu nguyên tử Cm, thuộc nhóm actini, nằm ở vị trí 96. Là một nguyên tố có tính phóng xạ mạnh, nó không tồn tại trong tự nhiên mà được tổng hợp từ lò phản ứng hạt nhân bằng cách bắn phá hạt nhân plutoni bằng hạt nhân heli. Trong các hợp chất hóa học thì nguyên tố này có số oxy hóa phổ biến là +3. Curium được nhóm của Glenn Theodore Seaborg phát hiện vào năm 1944 và đặt tên để vinh danh nhà hóa học, vật lý học người Ba Lan là Marie Curie và chồng bà là Pière Curie. Curium có tổng cộng 14 đồng vị trong tự nhiên, trong đó đồng vị ổn định nhất là Cm247 có chu kì bán rã là 15.600.000 năm.

## Tính chất
Các tính chất của curium tương đối giống với các nguyên tố trong nhóm nguyên tố siêu urani.

### Tính chất vật lý

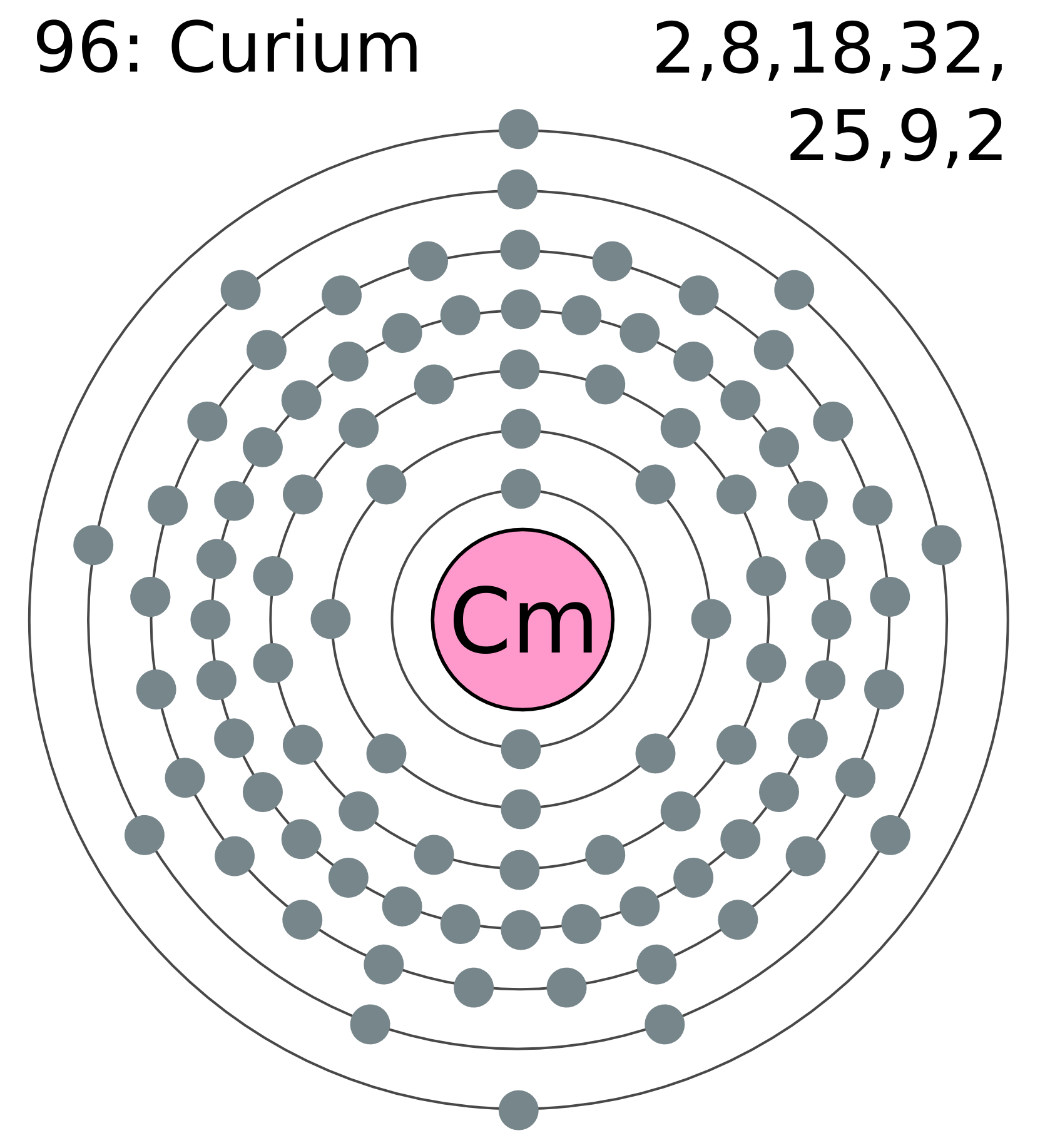
Curium

Curium là kim loại có độ cứng cao, khó gia công, khó rèn, có độ giòn cao, bề ngoài có màu trắng bạc, ánh kim loại, dễ bị mờ xỉn khi tiếp xúc ngoài không khí.
Curium có nguyên tử khối là 247,0703 đơn vị cacbon. Trong hạt nhân nguyên tử gồm có 96 proton và 151 neutron, cấu hình electron có dạng [Rn]5f76d17s2, khối lượng riêng của curium tinh khiết là 13,51 gam/cm³. Nóng chảy ở 1.345 0C.
Là một nguyên tố phóng xạ, curium là một nguồn phát tia alpha (α) mạnh mẽ. Nó được sử dụng trong các máy phát nhiệt đồng vị phóng xạ vì sự tỏa nhiệt mạnh mẽ giải phóng ra các tia alpha trong quá trình phân rã phóng xạ làm nóng nước, biến đổi nhiệt năng thành cơ năng để từ đó sinh ra dòng điện, ngoài ra nó còn được sử dụng để sản xuất đồng vị của plutoni (cụ thể là Pu238), curium còn dược sử dụng như là một nguồn tia alpha trong quang phổ kế tia X đặt trên tàu thăm dò vũ trụ để phân tích thành phần hóa học của các loại đá và sử dụng trong các phòng thí nghiệm bức xạ.

### Tính chất hóa học
Curium rất dễ bị oxy hóa trong không khí và trở nên xám lại. Trạng thái oxide của curium thường gặp là curium(III) oxide (Cm2O3) và hiếm gặp như curium(IV) oxide (CmO2) và curium(II) oxide (CmO).
Nếu để curium dạng bột ngoài không khí thì nó có thể tự bắt lửa và tạo thành Cm2O3 (màu đen). Các muối curium thường được sử dụng trong y học là curium(III) oxalat [Cm2(C2O4)3] và curium(III) nitrat [Cm(NO3)3].
Curium(IV) oxide là một oxide không bền, dễ dàng bị phân hủy ở nhiệt độ cao và trong môi trường chân không (khoảng 6000C và 0,01 Pa) và tạo ra sản phẩm là khí oxy và curium(III) oxide:
4CmO2 ---> 2Cm2O3 + O2
Hoặc dùng một dòng khí hydro vừa đủ chiếm lấy nguyên tử O2 trong curium(IV) oxide và tạo ra curium(III) oxide:
2CmO2 + H2 ---> Cm2O3 + H2O
Trong hợp chất với halide, thì kim loại này dễ dàng phản ứng với fluor nhất và tạo ra muối là CmF3 (curium trifluoride) bằng cách trộn hỗn hợp kim loại này với khí fluor. Ngoài ra còn có hợp chất của kim loại này với fluor ở số oxy hóa cao hơn như curium(IV) tetrafluoride (CmF4) được tạo thành bằng cách trộn CmF3 với phân tử khí fluor. Hợp chất với fluor của curium đều ở dạng muối khan không màu.
2CmF3 + F2 ---> 2CmF4
Muối curium chloride (CmCl3) có màu trắng, được tạo thành do phản ứng của curium(III) hydroxide Cm(OH)3 với khí hydro chloride. Phương pháp này có thể được sử dụng để tổng hợp các halide khác của kim loại này, curium(III) bromide (màu xanh lá cây), curium(III) iodide (không màu). Đối với curium chloride thì muối này dễ dàng phản ứng với amoni và halide.
CmCl3 + 3NH4I ---> CmI3 + 3NH4Cl
Ngoài ra curium còn có thể phản ứng với các phi kim khác như lưu huỳnh, selen v.v. nhưng phải ở nhiệt độ cao và trong môi trường chân không.

## Lịch sử

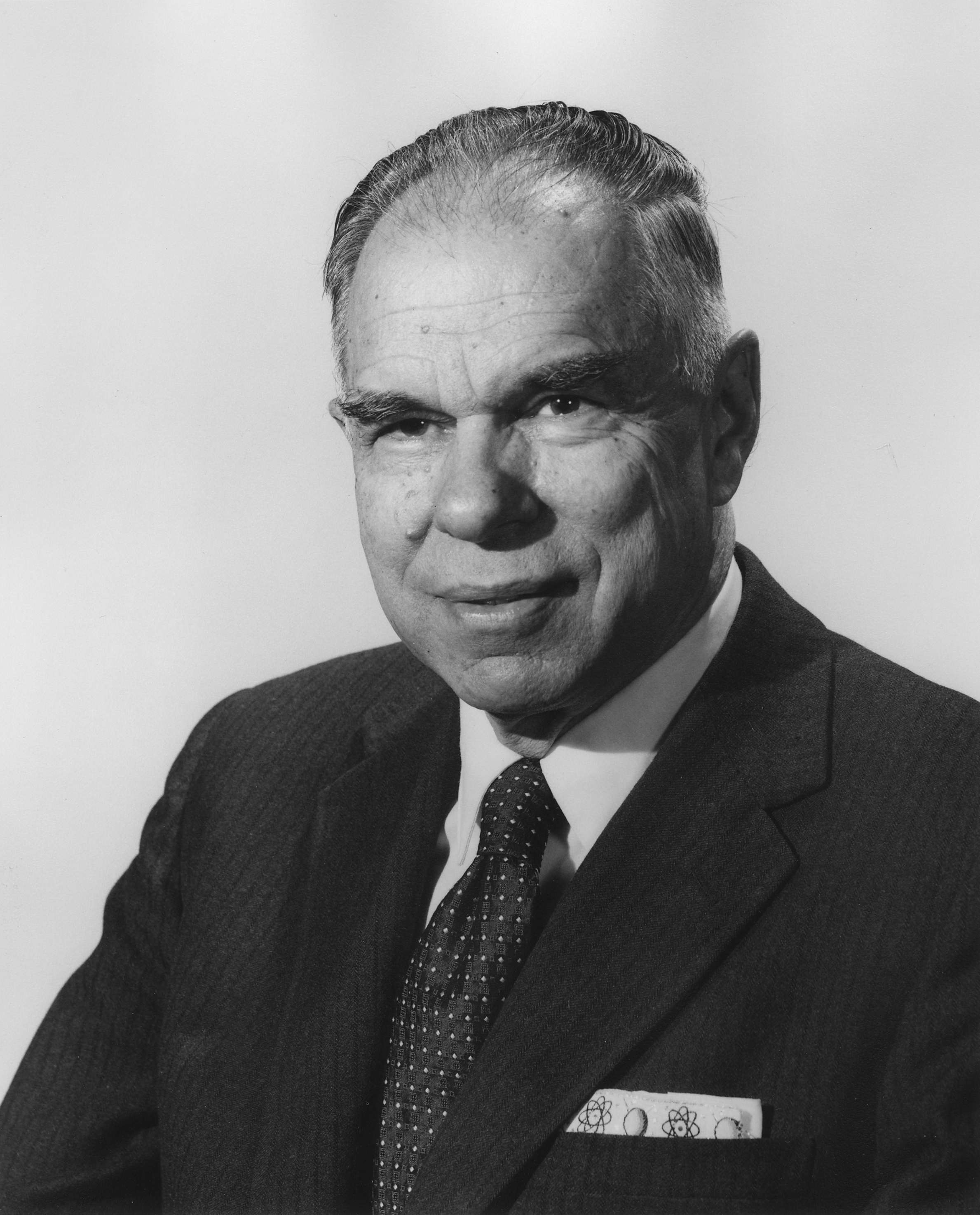
Chân dung Glenn Seaborg (chụp 1964)

Curium được Glenn Theodore Seaborg và hai trợ lý của ông là Ralph A. James, Albert Ghiorso phát hiện vào mùa hè năm 1944. Trong thí nghiệm của mình họ đã sử dụng một máy gia tốc hạt (cyclotron) năng lượng cao dài 60 inch đặt tại đại học California (Berkeley, Hoa Kỳ). Bằng cách bắn phá hạt alpha vào đồng vị 239 của plutoni sinh ra 242Cm:
{\displaystyle \mathrm {^{239}_{\ 94}Pu+{}_{2}^{4}He\to {}_{\ 96}^{242}Cm+{}_{0}^{1}n} }
Những tính chất hóa học của nguyên tố này được nghiên cứu tại Phòng thí nghiệm Argonne (tại Đại học Chicago).
Sau hai nguyên tố neptuni (Np) và plutoni (Pu) thì curium là nguyên tố nhân tạo đứng thứ 3 sau urani. Việc tổng hợp thành công curium diễn ra trước khi nguyên tử lượng của nguyên tố americi (Am, nguyên tố thứ 99) được ghi vào bảng tuần hoàn. Để tạo ra curium, Glenn T. Seaborg đã phải sử dụng đến oxide của một số nguyên tố. Lần đầu tiên, dung dịch plutoni nitrat [Pu(NO3)3] (với đồng vị Pu239) trải trên một tấm platin (bạch kim) mỏng khoảng 0,5 cm². Hỗn hợp plutoni nitrat sau đó được cho bốc hơi để lại plutoni oxide (PuO2). Dùng máy gia tốc hạt bắn phá, sau đó cho hòa tan sản phẩm trong dung dịch acid nitric, tiếp theo là cô đặc và cho hòa tan vào nước amonia thu được một kết tủa hydroxide. Sản phẩm sau đó được hòa tan trong acid percloric (HClO4). Việc tách lọc nhằm làm tinh khiết thêm được thực hiện bằng phương pháp trao đổi ion. Trong thí nghiệm của mình, Glenn Seaborg đã tách được 2 đồng vị của curium là Cm242 và Cm240.